# ناحیه زاگاین
ناحیه زاگاین (به Latin (disambiguation): Sagaing Region) یکی از ناحیه‌های کشور Burma است که در شمال غرب آن واقع شده‌است. مرکز این ناحیه شهر Sagaing است.

## خصوصیات
ناحیه زاگاین ۹۳٬۵۲۷ کیلومترمربع مساحت و ۵٬۳۲۰٬۲۹۹ نفر جمعیت دارد.